# Sunanda Pushkar
Sunanda Pushkar, née Sunanda Dass le 27 juin 1962 dans l'État de Jammu-et-Cachemire et morte le 17 janvier 2014 à New Delhi,, est une femme d'affaires indo-canadienne. Elle est la femme du ministre indien Shashi Tharoor de 2010 à 2014, date de sa mort.